# رود چرندی
رود چرندی (انگلیسی: Cherendey) یک رودخانه در یاقوتستان کشور روسیه است.